# Броненосці типу «Девастейшн»
Два британські броненосці типу «Девастейшн» (англ. Devastation-class battleships), побудовані у 1870-ті, HMS Devastation та HMS Thunderer, були першим типом призначених для дій у відкритому морі основних кораблів, які не мали вітрил, та першими, де основне озброєння розміщувалося на палубі, а не у корпусі. Натомість вони були останніми британськими кораблями, де бронею прагнули захистити весь надводний борт.

## Історія створення
Кораблі були спроектовані сером Едвардом Рідом, концепція якого полягала у побудові компактних, зручних кораблів середнього розміру, максимально озброєних з хорошою швидкістю, які були спроможні атакувати і знищити противника без особливого ризику пошкоджень від його вогню.

## Представники
| Назва                        | Будівник            | Закладено              | Спущений на воду     | Вступив у стрій     | Доля                       |
| ---------------------------- | ------------------- | ---------------------- | -------------------- | ------------------- | -------------------------- |
| «Девастейшн» HMS Devastation | Portsmouth Dockyard | 12 листопада 1869 року | 12 липня 1871 року   | 19 квітня 1873 року | Зданий на злам у 1907 році |
| «Тандерер» HMS Thunderer     | Pembroke Dockyard   | 26 червня 1869 року    | 25 березня 1872 року | 26 травня 1877 року | Зданий на злам у 1909 році |

## Служба
Кораблі, які спочатку розглядалися як морехідні брустверні монітори, були перекласифіковані як баштові кораблі 2-го класу в 1886 році і, нарешті, до 1900 -х років як лінійні кораблі 2 -го класу. Обидва кораблі під час своєї кар'єри служили у водах метрополії та Середземномор'ї. Концепція кораблів була вкрай критично сприйнята британською пресою і коштувала серу Едварду Ріду його посади головного конструктора ВМС. Однак кораблі виявилися досить морехідними та позитивно оцінені їх екіпажами. Обидва були модернізовані в 1891 році і наступні десять років провели як кораблі охорони порту або в резерві, з якого виводилися лише для щорічних літніх маневрів.
Їхній вік (HMS Devastation 32 роки, а HMS Thunderer — 28 років на службі) призвів до виключення зі складу флоту у 1905 році. У 1908 році перший, а в 1909 - другий корабель були утилізовані.